# Сильва Сантамария, Гильермо
Гильермо Сильва Сантамария (исп. Guillermo Silva Santamaria, 7 июня 1921; Богота — 29 июня 2007; Роэнланн) — колумбийский художник, гравёр и сюрреалист. Он получил признание как мастер глубокой печати, выставки его работ проходили на четырёх континентах в течение его долгой карьеры. Сильва обучал своим методам во время своей преподавательской деятельности в Мексике, после чего жил в Индии и Европе.

## Биография
Гильермо Сильва Сантамария родился 7 июня 1921 года в Боготе, столице Колумбии. В 1937 году он отправился в Париж, где учился у французского мастера Пьера Даге импрессионистскому стилю, схожему со стилем Ван Гога. Спустя два года Сильва вернулся в Колумбию, но его искусство не было востребовано, и ему пришлось устроиться на работу в фармацевтическую компанию.
Сильва продолжал изучать искусство и участвовал в художественных выставках, проведя свою первую персональную выставку в 1948 году. В том же году он отправился в США и Францию, вернувшись в Боготу в 1949 году, чтобы основать первую витражную мастерскую в Колумбии вместе с французским художником Жаном Кротти. Сильва начал преподавать в Школе изящных искусств (исп. Escuela de Bellas Artes) в 1950 году и снова учился в Европе в следующем году. В течение десятилетия он экспериментировал со своим искусством, но после посещения Мачу-Пикчу в Перу он начал создавать геометрические абстракции. Признание со стороны его современников привело его к переезду в Мексику в 1956 году, где он изучал искусство гравюры с Исидоро Окампо в Национальной школе живописи, скульптуры и гравировки «Изумруд» (исп. Escuela Nacional de Pintura, Escultura y Grabado «La Esmeralda»). В следующем году Сильва отправился в Сент-Луис (штат Миссури), чтобы пройти курс гравюры в Университете Вашингтона. Его первая выставка в США прошла в 1957 году, затем он вернулся в Мехико и начал преподавать в Ибероамериканском университете, а затем в Национальном автономном университете Мексики.
Работы Сильвы демонстрировали его мастерство глубокой печати, которое было уникальным для Латинской Америки. Зачастую изображающие ужасные сцены его работы сопровождались сатирическими социальными комментариями. В 1961 году прошла его первая европейская выставка в Швеции, в том же году Сильва получил первую премию гравюры на выставке Канадского общества художников и гравёров, проходившей в Королевском музее Онтарио.
В 1970-х годах Сильва работал в студии в Мехико, а также в испанской Малаге, активно выставляясь от Нью-Йорка до Торонто, в Испании, в Мехико, в Аризоне, в Нью-Мексико. Кроме того, его работы демонстрировались в Музее современного искусства в Боготе, Музее изящных искусств Бостона, Бруклинском музее, Еврейском центре Сан-Диего, Библиотеке Конгресса в Вашингтоне, Лондонском музее, Нью-Йоркском музее современного искусства, Национальной школе изящных искусств Аранго в Боготе, Филадельфийском музее искусства, Музее современного искусства Сантьяго и в других.
Сильва жил в Индии в течение 10 лет в 1980-х годах, изучая йогу, а затем вернулся в Малагу, где продолжал рисовать и занялся скульптурой. С 1993 года и до самой смерти Сильва проводил лето в Норвегии, выставляя свои работы. Гильермо Сильва умер в своем доме на колёсах около Роэнланна, в Норвегии, 29 июня 2007 года и был похоронен в Евнакере (Норвегия) 3 июля 2007 года. Его выставка, открытие которой было запланировано на 5 августа, не была отменена.